# Torneo NSFL Tackle Élite 2006
Il Torneo NSFL Tackle Élite 2006 è stato la 2ª edizione del campionato di football americano di prima squadra, organizzato dalla NSFL.

## Squadre partecipanti
| Club               | Città     | Stadio | Sponsor ufficiale | Risultato nella stagione 2005     |
| ------------------ | --------- | ------ | ----------------- | --------------------------------- |
| Fribourg Cardinals | Friburgo  |        |                   | Campioni                          |
| La Côte Centurions | Gland     |        |                   | Quarto posto in stagione regolare |
| Lausanne Sharks    | Losanna   |        |                   | Vicecampioni                      |
| Monthey Rhinos     | Monthey   |        |                   | Sesto posto in stagione regolare  |
| Neuchâtel Knights  | Neuchâtel |        |                   |                                   |
| Riviera Saints     | Vevey     |        |                   | Terzo posto                       |

## Stagione regolare

### Calendario

#### 1ª giornata
| Losanna 3 settembre 2006 | Fribourg Cardinals | 14 – 12 | Neuchâtel Knights |  |

| Losanna 3 settembre 2006 | Monthey Rhinos | 14 – 22 | La Côte Centurions |  |

| Losanna 3 settembre 2006 | Lausanne Sharks | 7 – 20 | Riviera Saints |  |

#### 2ª giornata
| La Tour-de-Peilz 10 settembre 2006 | La Côte Centurions | 13 – 20 | Neuchâtel Knights |  |

| La Tour-de-Peilz 10 settembre 2006 | Riviera Saints | 8 – 20 | Fribourg Cardinals |  |

| La Tour-de-Peilz 10 settembre 2006 | Lausanne Sharks | 28 – 0 (d.g.s.) | Monthey Rhinos |  |

#### 3ª giornata
| Friburgo 24 settembre 2006 | Fribourg Cardinals | 14 – 0 | Lausanne Sharks |  |

| Friburgo 24 settembre 2006 | La Côte Centurions | 12 – 30 | Riviera Saints |  |

| Friburgo 24 settembre 2006 | Neuchâtel Knights | 58 – 8 | Monthey Rhinos |  |

#### 4ª giornata
| Monthey 8 ottobre 2006 | La Côte Centurions | 0 – 22 | Lausanne Sharks |  |

| Monthey 8 ottobre 2006 | Monthey Rhinos | 0 – 76 | Fribourg Cardinals |  |

| Monthey 8 ottobre 2006 | Riviera Saints | 0 – 12 | Neuchâtel Knights |  |

#### 5ª giornata
| Neuchâtel 15 ottobre 2006 | Fribourg Cardinals | 42 – 0 | La Côte Centurions |  |

| Neuchâtel 15 ottobre 2006 | Monthey Rhinos | 6 – 28 | Riviera Saints |  |

| Neuchâtel 15 ottobre 2006 | Neuchâtel Knights | 28 – 0 (d.g.s.) | Lausanne Sharks |  |

### Classifica
La classifica della regular season è la seguente:
- PCT = percentuale di vittorie, G = partite giocate, V = partite vinte, P = partite perse, PF = punti fatti, PS = punti subiti
- La qualificazione ai playoff è indicata in verde

| Pos. | Squadra            | Punti | PCT   | G | V | P | PF  | PS  |
| ---- | ------------------ | ----- | ----- | - | - | - | --- | --- |
| 1    | Fribourg Cardinals | 15    | 1.000 | 5 | 5 | 0 | 166 | 20  |
| 2    | Neuchâtel Knights  | 12    | .800  | 5 | 4 | 1 | 130 | 35  |
| 3    | Riviera Saints     | 9     | .600  | 5 | 3 | 2 | 86  | 57  |
| 4    | Lausanne Sharks    | 6     | .400  | 5 | 2 | 3 | 57  | 62  |
| 5    | La Côte Centurions | 3     | .200  | 5 | 1 | 4 | 47  | 128 |
| 6    | Monthey Rhinos     | 0     | .000  | 5 | 0 | 5 | 28  | 212 |

## Playoff

### Tabellone
|  | Semifinali         | Semifinali         | Semifinali     |                |                    | II NSFL Bowl         | II NSFL Bowl         | II NSFL Bowl         |  |
|  |                    |                    |                |                |                    |                      |                      |                      |  |
|  | Fribourg Cardinals | Fribourg Cardinals | 22             |                |                    |                      |                      |                      |  |
|  | Fribourg Cardinals | Fribourg Cardinals | 22             |                |                    |                      |                      |                      |  |
|  | Lausanne Sharks    | Lausanne Sharks    | 0              |                |                    |                      |                      |                      |  |
|  | Lausanne Sharks    | Lausanne Sharks    | 0              |                | Fribourg Cardinals | Fribourg Cardinals   | 22                   |                      |  |
|  |                    |                    |                |                | Fribourg Cardinals | Fribourg Cardinals   | 22                   |                      |  |
|  |                    |                    | Riviera Saints | Riviera Saints | 0                  |                      |                      |                      |  |
|  | Riviera Saints     | Riviera Saints     | Riviera Saints | Riviera Saints | 0                  | 6                    |                      |                      |  |
|  | Riviera Saints     | Riviera Saints     |                |                |                    | 6                    |                      |                      |  |
|  | Neuchâtel Knights  | Neuchâtel Knights  | 0              |                |                    | Finale 3º - 4º posto | Finale 3º - 4º posto | Finale 3º - 4º posto |  |
|  | Neuchâtel Knights  | Neuchâtel Knights  | 0              |                |                    |                      |                      |                      |  |
|  |                    |                    |                |                |                    |                      |                      |                      |  |
|  |                    |                    |                |                |                    | Lausanne Sharks      | Lausanne Sharks      | 32                   |  |
|  |                    |                    |                |                |                    | Lausanne Sharks      | Lausanne Sharks      | 32                   |  |
|  |                    |                    |                |                |                    | Neuchâtel Knights    | Neuchâtel Knights    | 0                    |  |

|  | Finale 5º - 6º posto |                    |    |  |
|  |                      |                    |    |  |
|  | La Côte Centurions   | La Côte Centurions | 29 |  |
|  | Monthey Rhinos       | Monthey Rhinos     | 0  |  |

### Semifinali
| Nyon 22 ottobre 2006, ore 11:00 | Fribourg Cardinals | 22 – 0 | Lausanne Sharks |  |

| Nyon 22 ottobre 2006, ore 14:00 | Neuchâtel Knights | 0 – 6 | Riviera Saints |  |

### Finale 5º - 6º posto
| Nyon 22 ottobre 2006, ore 10:30 | La Côte Centurions | 29 – 0 | Monthey Rhinos |  |

### Finale 3º - 4º posto
| Losanna 4 novembre 2006, ore 10:30 | Neuchâtel Knights | 0 – 32 | Lausanne Sharks |  |

### II NSFL Bowl
| Losanna 4 novembre 2006, ore 14:00 | Fribourg Cardinals | 22 – 0 | Riviera Saints |  |

## Verdetti
- Fribourg Cardinals Campioni NSFL Tackle Élite 2006